# John Reed
John Silas Reed (Portland, Oregon, Estats Units, 22 d'octubre del 1887 - Moscou, 19 d'octubre del 1920) fou un periodista i dirigent obrer estatunidenc.

## Biografia
Membre d'una família de l'alta burgesia, el seu pare era un home culte i intel·ligent que es va dedicar, quan John era molt jove a la lluita contra la corrupció i el caciquisme a l'estat d'Oregon, empès pels seus ideals liberals i democràtics. Per contra, la seva mare tenia tendència conservadora que sempre va intentar frenar l'evolució política i moral del seu fill.
John va estudiar a la Universitat Harvard. El 1913 va començar a treballar en el periòdic radical The Masses. El 1911, com a corresponsal de guerra del Metropolitan Magazine, va ser destacat a Mèxic, on les seves entrevistes i reportatges sobre la Revolució mexicana van tenir molt de succés.
John Reed va acompanyar les tropes de camperols revolucionaris dirigides per Pancho Villa en les accions armades a la zona nord de Mèxic, va conviure amb els soldats i va conèixer el president mexicà, Venustiano Carranza. Les seves impressions i experiències sobre la Revolució mexicana van ser recollides en el seu llibre Insurgent Mexico. S'oposova a qualsevol intervenció nord-americana en el conflicte.
També va escriure sobre les vagues dels miners de l'estat de Colorado als Estats Units el 1914. En esclatar la Primera Guerra Mundial va tornar a treballar com a corresponsal de guerra i el 1916 va resumir les seves observacions en el llibre The War in Eastern Europe ('La guerra a l'Europa oriental’).
Cobrint la Primera Guerra mundial va arribar a Rússia, que era en plena efervescència revolucionària. Va esdevenir amic amb Lenin. S'estava a la capital Petrograd (avui Sant Petersburg) durant les jornades d'octubre-novembre del 1917 quan es celebrava el 2n Congrés dels Sòviets d'Obrers, Soldats i Camperols de tota Rússia. Va testimonejar durant les setmanes següents com el Congrés, liderat pel Partit Socialdemòcrata Obrer de Rússia (bolxevic) va acordar la presa del poder sota el programa bàsic d'aconseguir una pau justa i immediata, el control obrer de la indústria i la reforma agrària al camp.

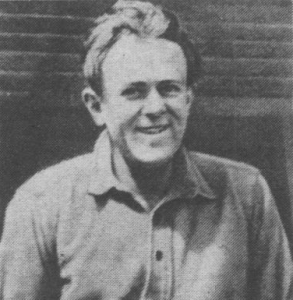
John Reed

Reed, acreditat com a periodista, va fer un seguiment diari del procés revolucionari. Va assistir a les multitudinàries assemblees i a les reunions de totes les fraccions enfrontades i va  entrevistar els principals dirigents del moment i va fer una crònica diària de la Revolució d'Octubre. Aquest relat de primera mà amb els detalls i el dia a dia de la revolució bolxevic va quedar plasmat en la seva obra més famosa, Deu dies que trasbalsaren el món, publicat el 1919.
Al seu retorn als Estats Units, molt impactat pel que havia vist i viscut a Rússia, va ser expulsat, junt amb altres membres, del Congrés Socialista Nacional de l'agost del 1919.
Juntament amb altres membres dissidents, va fundar llavors el Partit Comunista dels Estats Units. Acusat d'espionatge per les autoritats nord-americanes, Reed es va refugiar a la Unió Soviètica, on va morir poc després. Va ser enterrat a la muralla del Kremlin amb tots els honors, al costat d'altres dirigents revolucionaris i es va convertir en un referent en els cercles d'intel·lectuals radicals dels Estats Units.
El seu arxiu és conserva a la Biblioteca Houghton de la Universitat de Harvard. Conté una rica col·lecció de correspondència, manuscríts, proves de galerada.